# 邊寶泉
邊寶泉（19世纪？—1898年），字廉溪，号潤民，漢軍鑲紅旗人， 祖籍辽阳。清朝官員。
同治二年（1863年）癸亥恩科進士，授編修。十一年，補浙江道監察御史。疏彈直隸總督李鴻章呈進瑞麥。李鴻章以修永定河合壟，為部下請賞，但不久永定河再次決堤，邊寶泉又疏請撤銷保案。同年，遷戶科給事中。光緒三年，出為陝西督糧道，再遷陝西布政使。九年，擢陝西巡撫。十一年，調河南巡撫，十三年，因病解任。
在清末楊乃武與小白菜一案中，時任戶科給事中的邊寶泉，曾對此案向皇帝上奏摺表異議。
二十年，起復為閩浙總督。清制舊設船政大臣，後改以閩浙總督兼任。邊寶泉特疏請恢復舊制，上言造船、購料、請教師、籌經費四事。二十一年，兼署福州將軍。二十四年，卒於任上，贈太子少保。

## 延伸阅读
[在维基数据编辑]
 《清史稿/卷448》，出自趙爾巽《清史稿》